# Philip Sainton
Ne pas confondre avec l'acteur britannique Philip Stainton (1908-1961)
Philip Sainton est un compositeur, altiste et chef d'orchestre anglais, né Philip Prosper Sainton (de père français) à Arques-la-Bataille (Seine-Maritime - France) le 10 novembre 1891, décédé à Petersfield (Hampshire - Angleterre) le 2 septembre 1967.

## Biographie
Il est issu d'un milieu musical : son grand-père paternel était Prosper Sainton, un violoniste français, lequel avait épousé une contralto anglaise, Helen Dolby (en). Son pére, Charles Prosper, était artiste peintre et sa mère, Amy Foster, chanteuse.
En 1907, il entre au Royal College of Music de Londres, où il reçoit une formation complète de musicien (notamment en classe de composition). Après la Première Guerre mondiale (durant laquelle il combat au Moyen-Orient), il intègre les rangs, comme altiste (bientôt alto solo), du Queen's Hall Orchestra, qu'il dirigera ensuite. Il sera également second alto du BBC Symphony Orchestra et tiendra un temps la partie d'alto au sein d'un quatuor à cordes, le London String Quartet qu'il intègre en 1929. Brièvement, en 1954-1955, il enseignera à la Guildhall School de Londres.
Sa vie et son œuvre sont mal connus, les éléments de biographie le concernant étant très fragmentaires et aucun catalogue officiel complet de ses compositions n'existant à ce jour. Il a notamment composé : The Dream of the Marionette (musique de ballet pour orchestre - 1929) ; Sérénade fantastique (pour alto et orchestre - 1935) ; The Island (poème symphonique - 1939) ; Nadir (élégie pour orchestre - 1949).
Sa dernière œuvre pour orchestre semble être la musique qu'il a écrite pour un film de John Huston, Moby Dick (1956). Pressenti l'année suivante pour composer la musique de Un roi à New York (A King in New York) (1957), film de Charlie Chaplin, il y renonce à la suite d'un différend avec le réalisateur.
Les dix dernières années de sa vie sont marquées par la maladie et les ennuis d'argent. Il meurt dans l'oubli en 1967.